# Anton Braun (Bischof)
Anton Braun (* in Hainsfarth; † 13. August 1540) war ein deutscher Bischof und Weihbischof in Eichstätt.

## Leben
1522 wurde Braun zum Priester für das Bistum Eichstätt geweiht. Von 1522 bis 1529 war er Regens des Herzoglichen Georgianums in Ingolstadt. Am 4. Mai 1530 folgte die Ernennung zum Weihbischof in Eichstätt und Titularbischof von Philadelphia in Arabia. Am 31. Juli 1530 weihte ihn der Augsburger Weihbischof Johann Laymann, zum Bischof. Sein Epitaph – geschaffen von Loy Hering – befindet sich an der Westseite der Friedhofskapelle Maria Schnee in Eichstätt. Teile seiner umfangreichen Bibliothek vermachte Braun der Benediktinerabtei Plankstetten.